# Atlético Tucumán
Der Club Atlético Tucumán, meist nur als Atlético Tucumán bezeichnet, ist ein argentinischer Sportverein aus San Miguel de Tucumán.
Neben der bekanntesten Abteilung Fußball, deren erste Mannschaft seit 2016 in der Primera División spielt, besitzt der Klub Hockey-, Schwimmsport- und Tennisabteilungen.

## Geschichte
Der Verein wurde 1902 als einer der ersten Sportvereine Nordargentiniens gegründet und widmete sich zu Beginn vor allem dem Fußball, die weiteren Sportarten folgten im Laufe der Jahre. Der Spitzname Decano („Dekan“), der insbesondere die Fans des Vereins bezeichnet, wird auf das hohe Alter des Klubs zurückgeführt.
Der Verein spielt seit 1903 in weiß-hellblauen vertikal gestreiften Trikots und gilt als erster Club Argentiniens, der diese Dressfarben verwendete.

### Fußballabteilung
Die Fußballmannschaft spielte zunächst in der regionalen Liga der Provinz Tucumán, in der er insgesamt 40 mal die Meisterschaft erspielen konnte. 1973 gelang ihr zum ersten Mal die Qualifikation für den landesweiten Pokalwettbewerb Torneo Nacional, weitere Teilnahmen 1974–1976, 1978–1981 und 1984 folgten. Der größte Erfolg in dieser Phase war das Erreichen des Halbfinales des Pokals im Jahr 1979.
1987 gewann der Verein die Meisterschaft im Qualifikationsturnier Torneo del Interior und stieg in die ein Jahr zuvor gegründete Nacional B auf. 2002 stieg die Mannschaft ins Torneo Argentino A ab, in dem es bis 2008 verblieb, als der Wiederaufstieg erreicht werden konnte. Direkt in der folgenden Saison wurde Atlético Meister und konnte damit zum ersten Mal in der Vereinsgeschichte in die erste Liga aufsteigen.